# Al-Asaba
Al-Asaba (arab. العصابة, fr. Assaba) – jeden z 12 regionów Mauretańskiej Republiki Islamskiej, położony w południowej części kraju.